# Tito Livio De Sanctis
Tito Livio De Sanctis (San Martino sulla Marrucina, 10 luglio 1817 – Napoli, 8 febbraio 1883) è stato un medico italiano.

## Biografia

### Infanzia e primi studi
Tito Livio De Sanctis nacque a San Martino sulla Marrucina, in una famiglia di modeste condizioni, da Francesco Saverio e da Colomba De Sanctis. Egli eseguì i suoi primi studi nel collegio di Chieti mostrando immediatamente una certa propensione per lo studio e maturando nel tempo un'ottima cultura umanistica .

### Prime esperienze
Le prime esperienze in campo medico furono affrontate a l'Aquila grazie all'aiuto di uno zio prete.
Qui infatti vi era la possibilità, come anche a Bari, Salerno e Catanzaro, di seguire diversi corsi di studio quali Diritto, Anatomia, Fisiologia e chirurgia, configurando tale sede come un reale Liceo. Una volta terminato il percorso di studi si sosteneva la laurea presso l'Università di Napoli da cui tali licei dipendevano. Recatosi a Napoli il De Sanctis portò avanti parallelamente due passioni:
da un lato approfondì i suoi studi in campo medico e la sua formazione scientifica, grazie soprattutto a corsi di docenti privati molto in voga al tempo nella città; dall'altro continuò ad occuparsi delle belle arti e portò avanti la pratica della pittura.
La carriera medica del De Sanctis dunque prese forma proprio in questa città dove, dalla prima metà del XIX secolo, la scuola chirurgica aveva ripreso un certo vigore. Tuttavia, nel giro di pochi anni, la qualità di tale università decadde pericolosamente poiché non se ne seppe mantenere alto lo statuto.
Fu allievo di Salvatore Tommasi, anch'egli nato in Abruzzo e laureatosi in medicina presso l'Università di Napoli nel 1845.
Quest'ultimo riconobbe immediatamente l'ingegno del De Sanctis affidandogli ben presto grandi incarichi come quello di redattore della rivista Il Sarcone, fondata da Tommasi stesso nel 1844.
Il Sarcone era una rivista medica in cui venivano affrontate e divulgate varie novità in campo scientifico.
Immediatamente il medico diede ottima dimostrazione di se, riuscendo a far confluire in quel lavoro le sue conoscenze in campo artistico, la passione per la lingua italiana e la preparazione scientifica.

### Nuovi incarichi
Nel 1846 concorse vittoriosamente alla cattedra di Lingua e Letteratura nel collegio di Marina e, nonostante gli innumerevoli impegni che la carriera chirurgica comportava, mantenne per sempre l'incarico.
La carriera medica del De Sanctis continuava ad avanzare brillantemente, tanto che ottenne un posto come chirurgo aggiunto nell'ospedale dei Pellegrini e nell'ospedale degli Incurabili, due tra i migliori ospedali della città.
Questi erano stati fondati negli anni in cui Napoli era Capitale d'Italia.
In modo particolare per l'ospedale degli Incurabili, così chiamato perché i pazienti che sostavano lì non potevano essere curati nel proprio domicilio ma erano costretti al ricovero, passarono tutti i migliori chirurghi napoletani..
Nel 1850 anche il De Sanctis procedette con l'apertura di uno studio privato di Patologia chirurgica che, godendo di un'ottima qualità, fu tra i più frequentati della città. All'interno di tale studio anche la preparazione degli allievi era impeccabile, permettendo al medico di acquisire un'eccezionale esperienza clinica e didattica.
Nel 1860 la situazione universitaria napoletana migliorò grazie ad un nuovo ordinamento degli studi.
Anche sul piano chirurgico si ebbero grandi progressi come l'introduzione della narcosi e del trattamento antisettico.
Il De Sanctis seguì gli esiti di quella trasformazione, praticando una chirurgia legata a tali progressi scientifici.
Nel frattempo i rapporti con il Tommasi rimasero integri, tanto che collaborarono alla fondazione del periodico medico Il Morgagni, sul quale il De Sanctis stesso pubblicò vari lavori, e del quale curava la parte chirurgica.
L'anno dopo, nel 1861, vinse il concorso per la cattedra di patologia chirurgica e iniziò il suo insegnamento presso l'università di Napoli.
Medico umanista, brillante oratore, le sue lezioni riscuotevano un grandissimo successo per il rigore, la chiarezza e l'eleganza delle linee espositive. Fu ricordato come uno dei più stimati docenti dell'Università napoletana di quell'epoca.
Fu uno scrittore prolifico. Tra le sue opere più importanti si ricordano Corso generale di Patologia Chirurgica, un testo adottato per anni dalla scuola chirurgica napoletana, Ulceri e piaghe: saggio di clinica chirurgica, Chirurgia italiana e la Patologia Cellulare e una serie di poesie in gran parte inedite.
Si occupò, nel suo piccolo, anche di storia della medicina, realizzando una biografia di Michele Sarcone, medico napoletano vissuto nel 700, intitolata proprio Biografia di Michele Sarcone, scritto che fece scalpore negli ambienti culturali.

### Morte
Nonostante gli impegni di chirurgo e di insegnante Il De Sanctis riuscì tutta la vita ad assecondare la sua passione per la pittura e la letteratura.
Morì a Napoli l'8 Febbraio 1883 ed è sepolto nel cimitero partenopeo di Poggio Reale

## Riconoscimenti
La Corporazione Sancti Martini, associazione onlus di studi storici e culturali di San Martino sulla Marrucina, ha creato insieme all'amministrazione comunale di San Martino sulla Marrucina, un largo dedicato al De Sanctis. Il luogo, ricavato nello spazio creatosi dopo la demolizione di un fatiscente edificio, diventerà uno spazio per manifestazioni come letture pubbliche o musica dal vivo, creando anche una nuova area verde attrezzata per i Martinensi. È stata già collocata una lapide con incisa una poesia dello scienziato e letterato, oltre agli arredi urbani: obiettivo è ora quello di installare un busto del De Sanctis.

## Scritti principali
- Scienza e pratica della patologia generale chirurgica, Napoli, 1857.
- Ulceri e piaghe: saggio di clinica chirurgica, Napoli, 1861.

- Corso generale di patologia chirurgica, Napoli, 1867.

- La chirurgia italiana e la patologia cellulare, Napoli, 1871-1872.

- La scuola, Napoli, 1881-1882.